# Diaphanosoma owenae
Diaphanosoma owenae är en kräftdjursart som beskrevs av Harding 1942. Diaphanosoma owenae ingår i släktet Diaphanosoma och familjen Sididae. Inga underarter finns listade i Catalogue of Life.